# Odontogomphus donnellyi
Espèce
Statut de conservation UICN

 DD  : Données insuffisantes
Odontogomphus donnellyi est une espèce monotypique de libellules de la famille des Gomphidae (sous-ordre des Anisoptères, ordre des Odonates).

## Répartition
Cette espèce est mentionnée en Australie.